# Bertel Thorvaldsen
Albert Bertel Thorvaldsen (Kopenhagen, 19. studenog 1770. – Kopenhagen, 24. ožujka 1844.) je bio danski kipar i jedan od glavnih predstavnika kasnog klasicizma (neoklasicizam) u europskom kiparstvu.
Studirao je na Akademiji u Kopenhagenu, a od 1797. do 1838. godine djelovao je u Rimu, gdje je zanesen antičkom umjetnošću izgradio neoklasični stil. Tehnički je vješto, pretežito u mramoru, oblikovao mitološke i povijesne likove (Jason sa zlatnim runom, 1803.), alegorijsku i sakralnu plastiku (Krštenje Kristovo, 1805.), nadgrobne i javne spomenike (Kopernik u Varšavi, 1830.), te portretna poprsja.
Njegov muzej u Kopenhagenu je osnovan 1848. godine.
Znatno je utjecao na europsko kiparstvo 19. stoljeća.

## Galerija
- Jason sa zlatnim runom, 1803., mramor, Thorvaldsenov muzej, Kopenhagen
- Ganimed i orao, mramor, 1818., Thorvaldsenov muzej, Kopenhagen
- Krštenje Kristovo, 1820., mramor, crkva Djevice marije (Vor Frue Kirke), Kopenhagen
- Kopernikov spomenik u Varšavi

## Vanjske poveznice
- Thorvaldsenpv muzej u Kopenhagenu